# Rafał Małachowski
Rafał Małachowski herbu Nałęcz – wojsko mniejszy sieradzki w latach 1649–1664.
Poseł na sejm koronacyjny 1649 roku. Poseł sejmiku szadkowskiego na sejm nadzwyczajny 1652 roku i sejm 1653 roku.